# Auditie van The Beatles bij Decca
De auditie van The Beatles bij Decca vond plaats op 1 januari 1962 in de studio van Decca Records in West Hampstead, Londen. De toen nog onbekende Beatles namen vijftien nummers op die de groep in die tijd op zijn repertoire had staan. Decca Records besloot echter geen platencontract met The Beatles aan te gaan, maar koos voor Brian Poole and The Tremeloes, die op dezelfde dag auditie deden. De afwijzing geldt als een van de grootste historische vergissingen in de popmuziek.

## De auditie
Als voorbereiding op de auditie kwam Mike Smith van de afdeling A&R van Decca op 13 december 1961 naar de Cavern Club in Liverpool om The Beatles te beluisteren. Hun manager Brian Epstein had hem uitgenodigd. De groep bestond toen uit John Lennon (slaggitaar), Paul McCartney (basgitaar), George Harrison (sologitaar) en Pete Best (drums).
Smith zag wel wat in de groep en regelde een auditie op nieuwjaarsdag 1962.
Op 31 december 1961 bracht Neil Aspinall, de roadmanager van The Beatles, de vier leden van de groep van Liverpool naar Londen in zijn busje van het merk Commer. Brian Epstein nam in zijn eentje de trein. Onderweg kwam het busje in een sneeuwstorm terecht en bovendien raakte Aspinall verdwaald, zodat de rit tien uur duurde. Pas om tien uur ’s avonds waren ze in Londen. Toen ze arriveerden zagen ze, zoals John Lennon later vertelde ‘een stel dronkenlappen in de fontein op Trafalgar Square springen.’
Na een nacht in een hotel meldden ze zich de volgende ochtend om elf uur tegelijk met Brian Epstein bij de Decca Studios. The Beatles waren nerveus. Dat Smith aan de late kant was en hen dwong met de versterkers van Decca te werken, omdat hij hun eigen installatie ondermaats vond, droeg ook niet bij aan hun zelfvertrouwen. De groep mocht een uur spelen en bracht in die tijd vijftien nummers ten gehore, die Epstein vooraf had uitgezocht. Smith maakte gebruik van een mono-bandrecorder. De vijftien nummers werden in één ‘take’ opgenomen; niets werd overgedaan. Tony Meehan, de vroegere drummer van The Shadows, trad op als geluidstechnicus. De groep was niet op zijn best gedurende de auditie. De zang klonk soms onvast en de muzikanten wisten niet altijd maat te houden, al raakten ze naar het einde toe steeds beter op dreef.
Na afloop hadden Epstein en zijn muzikanten toch het idee dat ze het gehaald hadden. Hij ging met hen eten in een restaurant in de wijk Swiss Cottage en bood hun wijn aan. Toen reed Aspinall de groep terug naar Liverpool.

## De nummers
Van de vijftien nummers waren er maar drie van het duo Lennon-McCartney. Geen van de drie hebben The Beatles ooit opnieuw opgenomen; wel gaven Lennon en McCartney aan anderen toestemming om ze op te nemen.
De nummers waren:
1. Like Dreamers Do (Lennon/McCartney) (zanger: McCartney)
2. Money (That's What I Want) (Gordy/Bradford) (zanger: Lennon)
3. Till There Was You (Willson) (zanger: McCartney)
4. The Sheik of Araby (Smith/Wheeler/Snyder) (zanger: Harrison)
5. To Know Her Is to Love Her (Spector) (zanger: Lennon)
6. Take Good Care of My Baby (King/Goffin) (zanger: Harrison)
7. Memphis, Tennessee (Berry) (zanger: Lennon)
8. Sure to Fall (in Love with You) (Perkins/Cantrell/Claunch) (zanger: McCartney)
9. Hello Little Girl (Lennon/McCartney) (zanger: Lennon)
10. Three Cool Cats (Leiber/Stoller) (zanger: Harrison)
11. Crying, Waiting, Hoping (Holly) (zanger: Harrison)
12. Love of the Loved (Lennon/McCartney) (zanger: McCartney)
13. September in the Rain (Warren/Dubin) (zanger: McCartney)
14. Bésame Mucho (Velázquez) (zanger: McCartney)
15. Searchin’ (Leiber/Stoller) (zanger: McCartney)

Like Dreamers Do is later opgenomen door The Applejacks, Hello Little Girl door The Fourmost en Love of the Loved door Cilla Black. The Beatles namen Money (That's What I Want) en Till There Was You in 1963 opnieuw op voor hun album With the Beatles.

## De afwijzing
Samen met Dick Rowe (1921-1986), het hoofd van de afdeling A&R, beluisterde Mike Smith het resultaat. Ze besloten niet in zee te gaan met The Beatles, maar kozen in plaats daarvan voor Brian Poole and The Tremeloes, die op dezelfde dag auditie hadden gedaan. Doorslaggevend daarbij was dat die groep Londen als thuisbasis had. Dat maakte voor Decca de communicatie wat makkelijker dan bij The Beatles met Liverpool als thuisbasis.
Pas begin februari belde Dick Rowe Brian Epstein op en vertelde hij dat een platencontract er niet in zat. Rowe deed daarbij de (later berucht geworden) uitspraken: ‘Gitaargroepjes zijn op hun retour, meneer Epstein’ en ‘Voor The Beatles is geen toekomst weggelegd in de showbusiness.’ Epstein reisde naar Londen, waar hij besprekingen voerde met Dick Rowe en andere Decca-managers, maar de beslissing werd niet teruggedraaid.
Epstein had echter een kopie van de geluidsband meegekregen en kon dus andere platenmaatschappijen wat laten horen bij zijn pogingen The Beatles aan de man te brengen. Hij liet ook demo's vervaardigen aan de hand van de band. In maart 2016 dook een demo-single met Hello Little Girl en Till There Was You op een veiling op. Een van de mensen die de demo's te horen kregen, was George Martin van Parlophone. Op 6 juni 1962 mocht de groep auditie komen doen in de Abbey Road Studios. Ditmaal met succes, al was Martin niet tevreden met het drummen van Pete Best, met als resultaat dat deze uit de groep werd gezet.
Overigens waren Brian Poole and The Tremeloes geen slechte keus voor Decca. Ze hadden diverse hits, waaronder Do You Love Me, dat de eerste plaats haalde in de UK Singles Chart. Dick Rowe contracteerde een jaar later, in 1963, wel The Rolling Stones, overigens op voorspraak van George Harrison. Andrew Oldham, de manager van The Stones, zei in 2001: ‘Dick Rowe zou niet in de herinnering moeten voortleven als de man die The Beatles afwees, maar als de man die The Rolling Stones binnenhaalde.’

## De opnamen
De liedjes die The Beatles bij Decca hadden opgenomen, resulteerden dan wel niet in een platenopname, maar in de loop der jaren doken wel bootlegs op, meestal van slechte kwaliteit. Sommige grammofoonplaten of cd’s bevatten alle Decca-opnamen, andere laten de drie liedjes van Lennon en McCartney weg. Deze producten dragen namen als The Decca Tapes of The Lost Decca Sessions. De legale status van The Road to Fame 1961-1962 uit 1994, waar ook de Hamburgse opnamen van The Beatles met Tony Sheridan op staan, is ook dubieus.
Op het verzamelalbum Anthology 1 uit 1995 staan vijf liedjes van de Decca-auditie:
- Searchin’
- Three Cool Cats
- The Sheik of Araby
- Like Dreamers Do
- Hello Little Girl

Bésame Mucho staat er ook op, maar deze versie is afkomstig van de auditie bij Parlophone op 6 juni 1962. Pete Best mocht overigens meedelen in de opbrengsten van het album, wat hem enige miljoenen opleverde.
In 2013 verscheen het album I Saw Her Standing There (Rock Melon Music RMMCD101). Dit is de eerste legale uitgave van de tien nummers van de Decca-auditie die niet op Anthology 1 staan. Ze zijn hier gecombineerd met de Hamburgse opnamen en opnamen die zijn gemaakt in de Cavern Club.
Het is onduidelijk waar de originele band met de vijftien opnamen zich bevindt. Men vermoedt in de kluizen van Apple Records. In december 2012 werd een ‘originele band’ verkocht aan een Japanse verzamelaar voor £ 35.000. Die band bevatte echter maar tien nummers.